# Sierra de Castelltallat
La sierra de Castelltallat está situada entre el oeste del Bages y el sur del Solsonés en las provincias de Barcelona y Lérida (España). La mayor parte de la cordillera pertenece al municipio de San Mateo de Bages mientras que la parte más occidental se encuentra dentro de los municipios de Pinoso y la Molsosa. Al norte de la sierra se encuentra la sierra de Pinós, y al sur, la sierra de Rubió.
El pueblo de Castelltallat que hasta 1840 era un municipio y que desde ese año formó parte de San Mateo de Bages, es actualmente una parroquia. La iglesia parroquial de San Miguel situada a 887 metros de altitud y edificada a los pies del antiguo castillo de Castelltallat, contiene muestras de los estilos arquitectónicos románico, renacentista, barroco y neoclásico. Junto al castillo y la iglesia se encuentra el Observatorio Astronómico de Castelltallat, un centro de observación astronómico donde hacen estancias también artistas y músicos.

## Historia

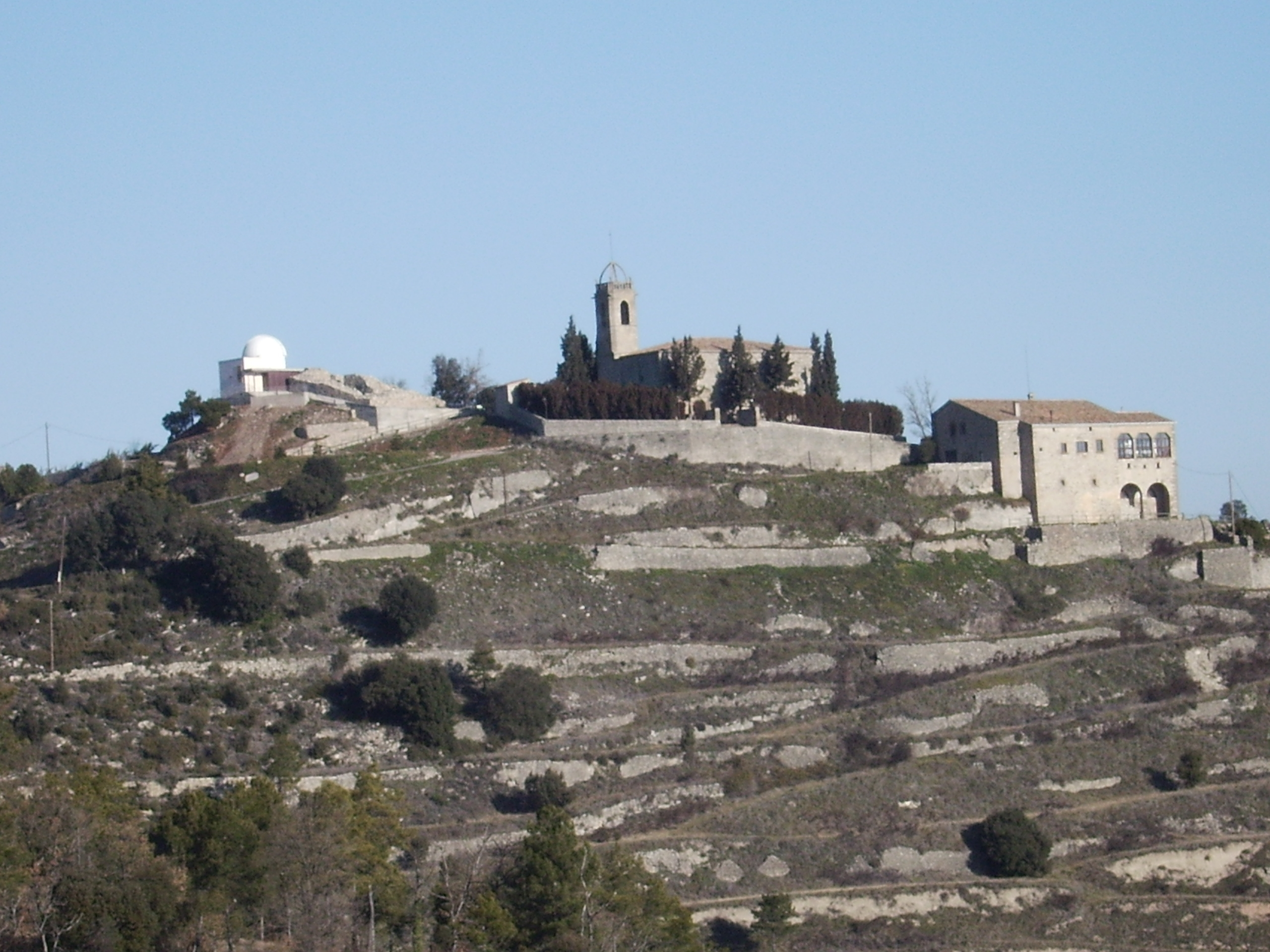
Ruinas del castillo, iglesia y observatorio de Castelltallat

El castillo de Castelltallat llamado de Montdó o Castillo redondo (en latín Montedono y Castrodono) situado cerca de la actual iglesia de San Miguel y actualmente en ruinas, existía ya desde principios del siglo X y a finales del mismo siglo ya consta la población de Castelltallat. El año 937 el conde Luis Borrell daba a Santa Cecilia de Montserrat unas tierras situadas en el castillo de Montedono. El 996 los condes Ramón Borrell y Ermessenda otorgaban al mismo monasterio de Montserrat varias posesiones del Castrodon llamado Castrotallado. A partir del siglo XII ya se establece la forma actual de Castelltallat. El castillo de Castelltallat estaba situado en el límite entre el condado de Manresa (Barcelona) y el califato de Córdoba
Como mínimo desde el 1021 y hasta el fin del antiguo régimen de España, el pueblo de Castelltallat perteneció a ducado de Cardona, sin embargo sus habitantes pagaban el diezmo eclesiástico a Santa Cecilia de Montserrat. En 1659 se cita Castelltallat como uno de los castillos que actuaban junto con la ciudad de Cardona.

## Orografía
Es una meseta de base caliza orientada de SW-W a NE-E que ocupa unos 65 km². La máxima altura es la montaña del «Tossal» a 936 metros. Presenta una parte umbría con pendientes fuertes y predominio forestal y una parte solana con más dedicación agrícola. Es origen del arroyo de Coaner al norte y del arroyo de Fonollosa al sur, ambos afluentes del río Cardener afluente a su vez del Llobregat.

## Clima
Presenta un clima submediterráneo de montaña media con unos 600 litros de precipitación anual y una temperatura media de 12 grados con un cierto grado de clima continental, ya que las temperaturas medias mensuales oscilan desde los 4 grados en enero hasta los 21 en julio. Las mínimas y máximas absolutas oscilan entre los -6 y los 38 °C. La mayor parte de la sierra ha sido protegida por el Plan de Espacios de Interés Natural (PEIN) de la Generalidad de Cataluña mediante el Decreto 328/1992.

## Vegetación
Según la orientación norte a sur aparecen varias formaciones forestales. Los pinares son de pino carrasco (pinus halepensis) con algún pino piñonero (pinus pinea) en las partes bajas y de pino salgareño (pinus nigra) por encima de los 700 metros. Los robledales son de formas hibridadas de robles de las especies «faginea» y «cerroide». Los encinares también presentan tipos intermedios entre el la carrasca (Quercus rotundifolia) y el chaparro(Quercus ilex). Allí donde no hay bosque predominan los prados de juncia (Aphyllanthes monspeliensis) o la gramínea (Brachypodium phoenicoides).  La fresa de bosque ocupa el límite de distribución dentro de la depresión central. También son interesantes los ejemplares de digital amarilla (Digitalis lutea), primavera (Primula acaulis) y retama cinerarias (Genista cinerea).

## Fauna
En cuanto a los animales salvajes es remarcable la nidificación de los cuervos y la presencia del búho real. Son muy abundantes los jabalíes, zorros, conejos, perdices y corzos.

## Afectación por incendios
El afectaron en la mayor parte los incendios de 1994 y 1998. Su superficie arbolada quedó reducida a 1000 ha cuando antes tenía 6000. La recuperación natural de la vegetación ha supuesto algunos cambios. Por un lado se ha extendido un robledal prácticamente puro allí donde antes dominaban los pinos y por otro pinos blancos se han vuelto a sembrar. Partes donde no se ha vuelto a instalar el bosque domina ahora la maleza donde destaca la bocha (Dorycnium pentaphyllum) y el romero. Los rebrotes de encinas y robles dominan el espacio forestal que se quemó.